# Ahdut HaAvoda
Ahdut HaAvoda (em hebraico:  אחדות העבודה, literal Unidade de trabalhista) foi o nome usado por uma série de partidos políticos de Israel. Ahdut HaAvoda em sua primeira encarnação foi liderado por David Ben-Gurion. Foi estabelecido pela primeira vez durante o período do Mandato Britânico da Palestina e mais tarde tornou-se parte do estabelecimento político Israelense. Foi um dos precursores do moderno Partido Trabalhista Israelense.

## História

### Ahdut HaAvoda
O partido Ahdut HaAvoda original foi fundado na Palestina em março de 1919, quando a Palestina estava sob administração militar britânica, após uma divisão no partido  Poale Zion, que havia estabelecido uma filial na Síria otomana em 1906. Ahdut HaAvoda era liderado por David Ben-Gurion, que havia sido membro do grupo pré-guerra. A raiz da divisão foi um conflito entre a adesão à Internacional Comunista e a participação na Organização Sionista Mundial burguesa. Os membros da facção anti-Organização Sionista mais radical tendiam a vir dos novos imigrantes de língua iídiche. Falar em iídiche tornou-se outra área de desacordo com Ahdut HaAvoda tendo uma política de  hebraico.
No ano seguinte, 1920, em uma conferência em junho, o Ahdut HaAvoda decidiu estabelecer uma organização militar, a Haganá, para substituir as milícias Hashomer existentes.
No mesmo ano, Ahdut HaAvoda e o não-marxista Hapoel Hatzair [en] cooperaram para estabelecer a "Organização Geral dos Trabalhadores Hebreus" – a Histadrut. Em novembro, os delegados foram eleitos por 4,500 membros dos vários grupos trabalhistas e o primeiro congresso foi realizado em Haifa, em dezembro de 1920. Ahdut HaAvoda não teve a maioria absoluta, mas com a ajuda de Hapoel Hatzair, eles dominaram os procedimentos. Seu objetivo era a construção de uma economia separada de trabalhadores judeus na Grande Israel. Ben-Gurion estava morando em Nova Iorque na época, mas voltou em 1921 para ser eleito o primeiro secretário da Histradrut. O Haganah foi colocado sob a jurisdição Histadrut.
No terceiro congresso de Ahdut HaAvoda em 1924 em Ein Harod [en], Ben-Gurion derrotou as propostas apresentadas por Shlomo Kaplansky [en] de que um parlamento fosse estabelecido no Mandato da Palestina. A questão surgiu devido ao Escritório Colonial Britânico [es] que apresentou planos para a criação de um Conselho Legislativo.
Outros membros importantes do primeiro Ahdut HaAvoda foram Yitzhak Ben-Zvi, e Berl Katznelson [en].
A cooperação entre Ahdut HaAvoda e Hapoel Hatzair levou-os a fundir-se em 1930 e formar o "Partido dos Trabalhadores da Terra de Israel" – Mapai, que se tornou a força dominante na política sionista até a década de 1960.

### Movimento Ahdut HaAvoda
Em 20 de maio de 1944, um grupo conhecido como Faction B (em hebraico:  סיעה ב, Si'a Bet) se separou de Mapai adotando o nome Ahdut HaAvoda de quatorze anos antes (em hebraico:  התנועה לאחדות העבודה, HaTnu'a LeAhdut HaAvoda). Este grupo era pró-soviético e rejeitava qualquer compromisso territorial, como o Programa Biltmore [en]. Muitos de seus membros vieram de HaKibbutz HaMeuhad [en], a organização Mapai kibutz. Eles ocuparam a maioria dos cargos seniores no Haganah e em particular no Palmach. Os principais líderes foram Yisrael Galili [en] e Yigal Allon. Outros com laços estreitos foram David Elazar [en], Yitzhak Hofi [en], Avraham Adan [es] e Yitzhak Rabin.

### Movimento Ahdut HaAvoda Poale Zion
Em 1946, o Movimento Ahdut HaAvoda fundiu-se com Poale Zion Esquerda para formar o Movimento Ahdut HaAvoda Poale Zion (em hebraico:  התנועה לאחדות העבודה פועלי ציון, HaTnu'a LeAhdut Ha'Avoda Poale Zion). Dois anos depois, o partido se fundiu com o Partido dos Trabalhadores Hashomer Hatzair [en] para formar o Mapam. A maioria dos comandantes seniores do Haganah eram membros do Mapam, incluindo o chefe do Comando Nacional Yisrael Galili, que era um dos líderes do Mapam. O Palmach também foi dominado por Mapam com seu oficial comandante, Yigal Allon, e cinco comandantes de brigada sendo membros. Com a criação do exército nacional de Israel, isso levou a um conflito com Ben-Gurion. Em 1953, após uma série de confrontos, dois dos quatro comandantes do Comando de Área e seis dos doze comandantes de brigada renunciaram. Os membros do Mapam que permaneceram, Yitzhak Rabin,  Haim Bar-Lev e David Elazar, tiveram que suportar vários anos na equipe ou posto de treinamento antes de retomar suas carreiras.

### Ahdut HaAvoda – Poale Zion
Em 23 de agosto de 1954 Moshe Erem [en], Yisrael Bar-Yehuda [en], Yitzhak Ben-Aharon [en] e Aharon Zisling [en] se separaram de Mapam para restabelecer Ahdut HaAvoda – Poale Zion. Eles não foram reconhecidos pelo orador do Knesset [en] como um partido independente. O novo partido também lançou um jornal, LaMerhav [en], que se tornou uma publicação diária em dezembro daquele ano, e foi publicado até a fusão com Davar em maio de 1971.
Nas  eleições de 1955, o partido concorreu como Ahdut HaAvoda e ganhou 10 assentos, tornando-se o quinto maior no Knesset. Fez parte das coalizões de governo de Ben-Gurion durante o terceiro Knesset. O membro do partido Nahum Nir [en] foi nomeado orador do Knesset em 2 de março de 1959 (foi a única vez que um orador não era membro do maior partido), Bar-Yehuda tornou-se o Ministro de Assuntos Internos [en], e Moshe Carmel [en] tornou-se Ministro dos Transportes [en]. No entanto, o partido foi responsável por derrubar o governo em 1959, quando ele e o Mapam na coalizão votaram contra o governo na questão da venda de armas para a Alemanha Ocidental, mas se recusaram a deixar a coalizão.</ref> No entanto, o partido foi responsável por derrubar o governo em 1959, quando ele e o Mapam na coalizão votaram contra o governo na questão da venda de armas para a Alemanha Ocidental, mas se recusaram a deixar a coalizão.
Nas eleições de 1959 o partido caiu para sete assentos. Juntou-se ao governo de coalizão até seu colapso em 1961, com Ben-Aharon como Ministro dos Transportes.
In the eleições de 1961, ganhou um assento adicional, e tornou-se parte de todos os três governos de coalizão do quinto Knesset com Yigal Allon como Ministro do Trabalho e Ben-Aharon, Bar-Yehuda e Carmel, que eram todos Ministros do Trabalho. Transporte durante toda a sessão.
Nas eleições de 1965, o partido aliou-se ao Mapai e formou o primeiro Alinhamento Trabalhista, que conquistou 45 cadeiras. Em 21 de janeiro de 1968, Ahdut HaAvoda fundiu-se com Mapai e Rafi [en], formou o Partido Trabalhista Israelense e deixou de existir como entidade individual.

## Líderes
| Líder | Líder | Líder                 | Tomou posse                            | Deixou a posição                       |
| ----- | ----- | --------------------- | -------------------------------------- | -------------------------------------- |
|       |       | David Ben-Gurion      | 1920                                   | 1930                                   |
|       |       | Yitzhak Tabenkin [en] | 1944 (primeira vez) 1955 (segundo vez) | 1949 (primeira vez) 1959 (segundo vez) |
|       |       | Yisrael Galili [es]   | 1959                                   | 1965                                   |